# Recollidor

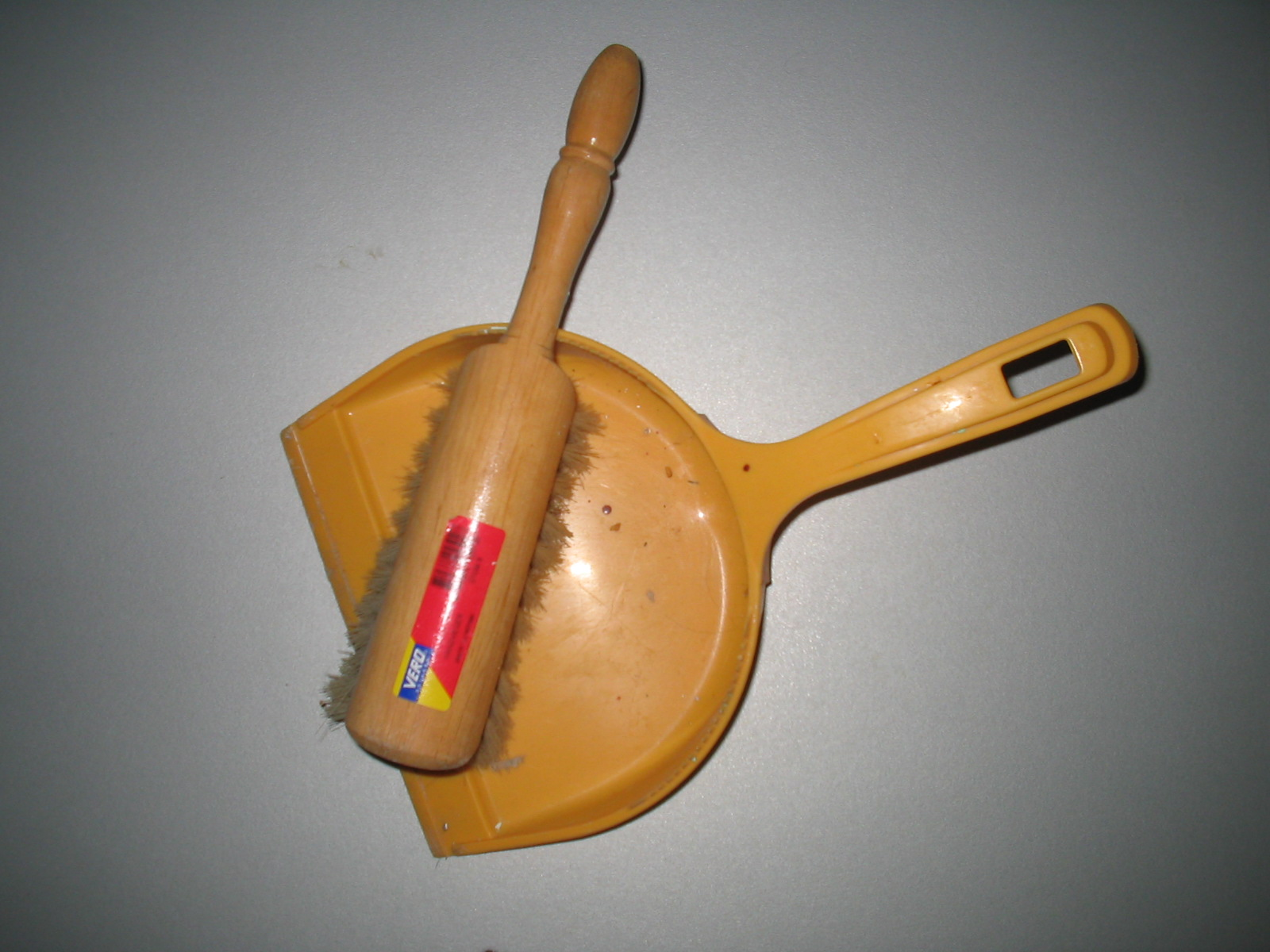
Recollidor

La pala (dels fems o escombraries), recollidor, aplegador o arreplegador és un estri utilitzat per a recollir la pols o les escombraries.

## Característiques
El recollidor és un recipient en el qual es diposita la brossa que s'ha arrossegat i acumulat amb l'escombra. Sol consistir en una safata oberta per la part frontal i superior amb un mànec a la part posterior. El recollidor es recolza en el sòl en el moment que s'ha acumulat prou escombraries. Llavors, s'empeny a l'interior per a llançar-la finalment a la galleda d'escombraries. Algunes pales tenen un mànec vertical llarg per tal de no haver d'ajupir-se cada vegada que hom hi introdueix la brutícia.
Entre els consells per al seu correcte manteniment es troba guardar-lo penjat o col·locat en vertical a fi que no es deformi. Periòdicament, és convenient de raspallar-lo amb desinfectant diluït en aigua i aclarir amb aigua neta.